# Arieta Corrêa
Pour les articles homonymes, voir Correia.
Arieta Corrêa, née le 18 mars 1977 à Botucatu dans l'État de São Paulo, est une actrice brésilienne.

## Filmographie
- 1995 : Explode Coração (série télévisée) : Jeannie Rocker
- 1996 : O Rei do Gado (série télévisée) : Chiquita
- 1997-1998 : Você Decide (série télévisée) : Monique
- 1998 : Labirinto (mini série) : Rosemary
- 1999 : Suave Veneno (série télévisée)
- 2003 : A Casa das Sete Mulheres (mini série) : Bárbara
- 2007 : Otávio e as Letras
- 2008 : Casos e Acasos (série télévisée) : Sara Lee
- 2009 : Tudo Novo de Novo (série télévisée) : Ruth
- 2009 : Um Homem Qualquer : Clarissa
- 2009-2010 : Viver a Vida (série télévisée) : Laura
- 2010 : VIPs : Sandra
- 2010 : Como Esquecer : Helena
- 2011 : Insensato Coração (série télévisée) : Darci
- 2011 : Força-Tarefa (série télévisée) : Dalva
- 2013 : Vitrola (téléfilm) : Elise
- 2014 : Só Visto! (série télévisée) : elle-même
- 2016 : Finding Josef : Rosa
- 2017 : A Vida Secreta dos Casais (pt) : Marta (12 épisodes)